# Lothar Mohrenwitz
Lothar Mohrenwitz (geboren 3. Januar 1886 in Schweinfurt; gestorben 29. Februar 1960 in Zürich) war ein deutscher Literaturagent. 

## Leben
Lothar Mohrenwitz war ein Sohn des August Mohrenwitz und der Jenny Scheidt, er hatte zwei Brüder. Mohrenwitz besuchte das Wöhler-Realgymnasium in Frankfurt am Main und studierte Kunstgeschichte in Heidelberg, Berlin, Paris und München und wurde 1912 mit einer Dissertation über Eugène Delacroix bei Fritz Knapp an der Universität Würzburg promoviert. Von 1919 bis 1924 leitete er den Münchener Hyperion-Verlag, der seit 1921 im Besitz von Kurt Wolff war, er gab Drucke mit Reproduktionen von Werken von Alfred Kubin, Ludwig Meidner, Otto Mueller, Max Pechstein, Christian Rohlfs und Karl Schmidt-Rottluff heraus. Mohrenwitz war danach als Buchhändler in Berlin tätig.
Nach der Machtübergabe an die Nationalsozialisten floh Mohrenwitz 1934 nach London und kam zunächst in der Literaturagentur Curtis Brown unter. Von 1934 bis 1947 betrieb er in London ein Büro für die Vermittlung internationaler Verlags- und Übersetzungsrechte und handelte unter anderem mit den deutschen Rechten an den Werken von Agatha Christie. Zu Beginn der 1950er Jahre gründete er in Zürich die Agentur Mohrbooks Literary Agency Zürich, die zur größten Literaturagentur im deutschsprachigen Raum avancierte.

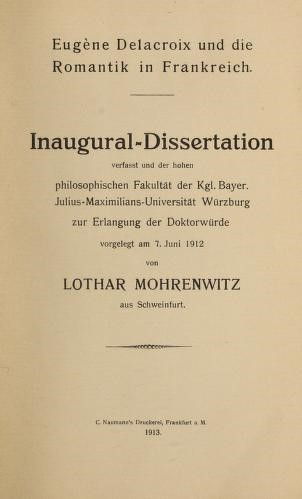
Dissertation Würzburg 1912

## Schriften
- Eugène Delacroix und die Romantik in Frankreich. Frankfurt am Main, 1913